# Pontinha (metrostation)
Pontinha is een metrostation aan de Blauwe lijn van de Metro van Lissabon. Het station is geopend op 18 oktober 1997. Tot de verlenging van de Blauwe lijn in 2004 naar Amadora was dit het eindpunt van de Blauwe lijn.
Het is gelegen aan de kruising van de Estrada Militar en de Estrada da Correia.